# Айснер, Томас
Томас Айснер (англ. Thomas Eisner, род. 25 июня 1929 года, Берлин, Германия — 25 марта 2011 года, Итака, Нью-Йорк, США) — американский энтомолог, основатель химической экологии, профессор Корнеллского университета, член Национальной академии наук США и Американского философского общества, Леопольдины, иностранный член Лондонского королевского общества (1997). Удостоен Национальной научной медали США (1994), лауреат премии Тайлера (1990).

## Биография
Мать — Margarete Heil Eisner, отец — Hans Eisner, химик-фармацевт, работавший совместно с Нобелевским лауреатом Фрицем Габером («отцом химического оружия») в Кайзеровском институте в Берлине (Kaiser Wilhelm Institute for Electrochemistry). После прихода к власти Гитлера, их семья как евреи вынуждена была уехать в Барселону, потом из-за Гражданской войны, начавшейся в Испании — в Уругвай, а в 1947 — в США. Обучался в Гарвардском университете, где изучал муравьёв вместе с мирмекологом, Эдвардом Уилсоном, совершал с ним совместные поездки в исследовательских целях. В будущем они совместно издали несколько научных трудов. Степень бакалавра получил в 1951 году, а докторскую диссертацию защитил в 1955 году, и в том же году приступил к работе в Корнеллском университете, который когда-то отверг его в качестве студента. В эти же годы женился, его супругой стала сотрудница его лаборатории Maria Eisner. В 1964 году помог основать кафедру нейробиологии и поведения (Department of Neurobiology and Behavior), на которой проработал до самой смерти. Умер он от болезни Паркинсона.
Известен как «отец химической экологии». Занимал должность профессора (Jacob Gould Schurman Professor) химической экологии в Корнеллском университете и директора «Cornell Institute for Research in Chemical Ecology» (CIRCE). Эйснер был крупным специалистом по поведению животных, экологии, мирмекологии и эволюционому учению. Вместе со своим коллегой, Jerrold Meinwald, был пионером новой научной дисциплины, химической экологии.
Член Национальной академии наук США и Американской академии искусств и наук (обеих — с 1969), Американского философского общества и Леопольдины (обеих — с 1986), иностранный член Лондонского королевского общества (1997) и Европейской Академии (1994?5).
Эйснер был горячим защитником окружающей среды и природных ресурсов, работал в совете директоров Национального Одюбоновского общества, National Scientific Council of the Nature Conservancy, Union of Concerned Scientists, World Resources Institute Council, а также был активным членом многих научных организаций.
Подписал «Предупреждение человечеству» (1992).
Кроме академической работы Айснер увлекался фотографированием природы, игрой на фортепиано, снял научно-популярный фильм «Secret Weapons», который выиграл «Grand Award» на New York Film Festival и был назван Лучшим научным фильмом (Best Science Film)Британской ассоциацией развития науки. Его книга «For The Love of Insects» в 2004 году получила приз «Best Science Book» от имени «Independent Publisher Book Awards» и премию «Louis Thomas Prize for Writing».
Почётный доктор Вюрцбургского (1982), Цюрихского (1983), Гётеборгского (1989), Дрексельского (1992) университетов.

## Награды и отличия
- Newcomb Cleveland Prize[англ.] (1967)
- Professor of Merit Award, Корнеллский университет (1973)
- Премия Уильяма Проктера за научные достижения (1986)
- Медаль Карла Риттера фон Фриша, ФРГ (1988)
- Harvard Centennial Medal[англ.] (1989)
- Премия Тайлера (1990)
- Национальная научная медаль США (1994)[9]
- Distinguished Service Award, American Institute of Biological Sciences[англ.] (1996)
- Green Globe Award, Rainforest Alliance (1997)
- Премия Льюиса Томаса за статьи о науке[англ.] (2005)
- Grand Prix de la Fondation de la Maison de la Chimie (2006)
- Премия Джона Карти (2008)[10]

## Труды
Автор около 500 научных статей и 7 книг.

### Книги
- Burnett, A.L. and T. Eisner. (1964). ANIMAL ADAPTATION. — Holt, Rinehart and Winston, New York. — vii + 136 pp.
- Wilson, E.O., T. Eisner, W.R. Briggs, R.E. Dickerson, R.L. Metzenberg, R.D. O’Brien, M. Susman, W.E. Boggs. (1973). LIFE ON EARTH. — Sinauer Associates, Inc., Stamford, CT. — xi + 1033 pp. Second Edition 1978. 846 pp.
- Eisner, T. and E.O. Wilson. (1975). ANIMAL BEHAVIOR. Readings from Scientific American. — W.H. Freeman & Co., San Francisco. — 339 pp.
- Eisner, T. and E.O. Wilson. (1977). THE INSECTS. Readings from Scientific American. — W.H. Freeman & Co., San Francisco. — 334 pp.
- Wilson, E.O., T. Eisner, W.R. Briggs, R.E. Dickerson, R.L. Metzenberg, R.D. O’Brien, M. Susman, W.E. Boggs. (1977). LIFE: CELLS, ORGANISMS, POPULATIONS. — SinauerAssociates, Inc., Sunderland, MA. — viii + 546 pp.
- Eisner, T., (2003). For LOVE of INSECTS. — Harvard University Press.
- Eisner, T., Eisner, M, & Siegler, M, (2005). SECRET WEAPONS: Defenses of Insects, Spiders, Scorpions, and Other Many-Legged Creatures. — Harvard University Press.

### Некоторые статьи
- Eisner, T. and E.O. Wilson. (1952). The morphology of the proventriculus of a formicine ant. // Psyche. 59: 47-60.
- Wilson, E.O., T. Eisner, G.C. Wheeler, and J. Wheeler. (1956). Aneuretus simoni Emery, a major link in ant evolution. // Bull. Mus. Comp. Zool. Harvard. 115: 81-107.
- Wilson, E.O. and T. Eisner. (1957). Quantitative studies of liquid food transmission in ants. // Insectes Sociaux. 4: 157—166.
- Eisner, T. (1957). A comparative morphological study of the proventriculus of ants (Hymenoptera: Formicidae). // Bull. Mus. Comp. Zool. Harvard. 116: 439—490.